# 早瀬友浦
早瀬 友浦（はやせ ゆうほ）は、テレビ大分のリポーター。岡山県津山市押入出身。身長156cm。血液型はA型。
趣味は語学学習と映画鑑賞。特技はスプーン曲げ。愛称は「ゆうほりん」。

## 経歴・人物
- 岡山県津山市押入育ち。自己紹介ではよく「津山市の押入地区からガラガラっと出てやってきました」というネタを使っている。

- 作陽高校スーパー特進コース出身。高校２年生の時に1年間オーストラリアへ交換留学。卒業後は立命館アジア太平洋大学に進学し、在学中に語学習得のため韓国とフィリピンで日本語教師として働きながらそれぞれ１年ずつ滞在した[2]。フィリピン滞在中に強盗事件に巻き込まれ、拳銃を至近距離で３発も打たれるという経験を持つ。銃弾は当たらず無傷だった。その他に、アメリカのイリノイ大学で日本文化教室のアシスタントを経験。母語を含めると英語、韓国語、ベトナム語の計４か国語を話すことができる。TOEICの得点は800点以上。

- 大学卒業後は当初、上海で働く予定であったが、2012年に西日本放送の深夜番組『Doki』のリポーター試験(番組内で採用試験面接を行う)に合格し、約1年間同番組のリポーターを務めた。採用試験を兼ねた初回の自己紹介において押入ネタとフィリピンでの銃撃事件のエピソードを話し、試験官役の亀谷哲也アナを驚かせた。同番組では約10人いるリポーターの中で唯一自らのコーナーを持ち、温泉リポートや番組初の海外ロケなどを行った。韓国ロケでは自らロケ地の選定や段取りを行っている[3]。

- 『Doki』卒業と同時期に立命館大学の大学院入学試験に合格するも、時を同じくしてTOS『ハロー大分』への出演が決まり、入学するには至らなかった。因みに、『ハロー大分』に初めて出演した際にも自己紹紹介で押入ネタを披露している。

- 私服はほぼしまむらで統一されており、1着につき2000円まででコーディネートしている。

## 過去の出演番組
- Doki（西日本放送テレビ、2012年度）
- ハロー大分（テレビ大分、2013年4月〜2015年3月）
- ゆ～わくワイド&ニュース

## 雑誌
- フリーペーパー「岡山美少女図鑑」(2009年10月)
- 「JAKEN」(2012年8月）